# Thomas Kent
Thomas Kent irisch Tomás Ceannt (* 1865; † 9. Mai 1916 in Cork) war ein irischer Nationalist, der aufgrund eines Feuergefechtes mit der Royal Irish Constabulary (RIC) am 22. April 1916 und wegen Beteiligung an der Vorbereitung zum Osteraufstand hingerichtet worden ist.
Kent gehörte einer Familie bekannter Nationalisten in Castlelyons, in der Grafschaft Cork an. Sie beteiligten sich an den Vorbereitungen zum Osteraufstand. Als jedoch die Mobilmachung ausgerufen wurde, blieben sie zuhause.
Der Aufstand wurde niedergeschlagen und die RIC wurde ausgeschickt, um bekannte beteiligte Sympathisanten im ganzen Land festzunehmen, darunter viele prominente Mitglieder der Irish Republican Brotherhood, der Sinn Féin und der Irish Volunteers. Auf dem Kent Anwesen stießen die Sicherheitskräfte auf schwere Gegenwehr von Thomas und seinen Brüdern Richard, David und William. Im Feuergefecht, das an die vier Stunden dauerte, verlor ein RIC Polizist sein Leben. David und Richard Kent wurden schwer verletzt.
Thomas und William kamen vor das Kriegsgericht. William wurde freigesprochen, während Thomas vom Gericht zum Tod durch Erschießen verurteilt wurde. Das Urteil wurde am 9. Mai 1916 vollstreckt.
Thomas Kent war die einzige Person, die nicht aus Dublin war, welche für ihre Rolle während dieser Osterwoche hingerichtet wurde.